# Everything Is Beautiful
Everything Is Beautiful è il quarto album in studio della rapper statunitense Princess Nokia, pubblicato il 26 febbraio 2020 in contemporanea con Everything Sucks. Il disco è stato anticipato dai singoli Sugar Honey Iced Tea (S.H.I.T.) e Green Eggs & Ham. L'album fu annunciato due giorni prima della sua pubblicazione, il 24 febbraio, sul profilo Instagram della rapper.
In opposizione a Everything Sucks, il disco rappresenta «il lato sensibile e femminile di Nokia».

## Accoglienza
| Recensione       | Giudizio |
| ---------------- | -------- |
| Evening Standard |          |
| Metacritic       | 75/100   |
| NME              |          |
| Pitchfork        | 7,1/10   |
| The Independent  |          |

L'album ha ricevuto generalmente critiche positive. Sull'aggregatore di recensioni Metacritic, il disco possiede un punteggio di 75 su 100 basato su 6 recensioni.
Roisin O'Connor di The Independent si sofferma in modo positivo sulla diversità dei due album, Everything Sucks e Everything Is Beautiful, dicendo che nell'ultimo «le canzoni sono calde e illuminate dal sole», e compara Nokia a Chance the Rapper. Rawiya Kameir di Pitchfork elogia le basi del disco, dichiarando che «i suoni jazz [...] offrono un gradito complemento – tramite la crew Onyx Collective e il sassofonista losangelino Terrace Martin – agli esperimenti di Nokia, con degli stili vocali efficaci ma tecnicamente imperfetti».
Alice Kemp-Habib di NME ritiene che il disco sia inferiore ai lavori precedenti della cantante, dichiarando che «"Everything Is Beautiful" fallisce nel combinare l'hip-hop e la magia neo-soul di "1992 deluxe"».

## Tracce
Testi di Destiny Frasqueri, eccetto dove indicato.
1. Green Eggs & Ham – 1:46 (musica: Adam Pallin)
2. Happy Place – 2:19 (musica: Carlostruly, Tony Seltzer)
3. Wash & Sets – 2:25 (musica: Adam Pallin)
4. Gemini – 3:04 (musica: Tony Seltzer)
5. Wavy – 2:46 (musica: Tony Seltzer)
6. Sugar Honey Iced Tea (S.H.I.T.) – 2:28 (musica: Adam Pallin, Tony Seltzer)
7. Soul Food Y Adobo – 2:22 (musica: A Lau, Tony Seltzer)
8. Sunday Best (feat. OSHUN, Onyx Collective) – 3:47 (testo: Destiny Frasqueri, OSHUN, Onyx Collective – musica: Isaiah Barr, Proda)
9. Blessings (feat. Terrace Martin) – 3:09 (testo: Destiny Frasqueri, Terrace Martin – musica: Justus West, Terrace Martin)
10. Heart – 1:19 (musica: Tony Seltzer)
11. I Am Free – 2:57 (musica: Chris Lare)
12. The Conclusion – 2:45 (musica: Tony Seltzer)

## Formazione
Musicisti
- Princess Nokia − voce, testi
- Oshun − voce (traccia 8)
- Onyx Collective − voce, produzione (traccia 8)
- Terrace Martin − voce, produzione (traccia 9)

Produzione
- Andy Park − missaggio
- Joe LaPorta − mastering
- Adam Pallin − produzione (tracce 1, 3 e 6)
- Carlostruly − produzione (traccia 2)
- Tony Seltzer − produzione (tracce 2, 4, 5, 6, 7, 10, 12)
- A. Lau − produzione (traccia 7)
- Proda − produzione (traccia 8)
- Justus West − produzione (traccia 9)
- Chris Lare − produzione (traccia 11)